# Balbino Jaramillo
José Balbino Jaramillo Sánchez (* 15. Mai 1951; † 7. Mai 2013 in Medellin) war ein kolumbianischer Radrennfahrer.

## Sportliche Laufbahn
Jaramillo war im Bahnradsport und im Straßenradsport aktiv. Er nahm an der Olympischen Sommerspiele 1984 in Los Angeles teil. Dort startete er im Bahnradsport. Im Punktefahren belegte er den 13. Rang. In der Einerverfolgung schied er in der Qualifikation aus.
1975 gewann er die Goldmedaille in der Einerverfolgung und die Silbermedaille in der Mannschaftsverfolgung bei den Panamerikanischen Spielen in Mexiko-Stadt. Bei den Zentralamerika- und Karibikspielen 1978 gewann er die Einerverfolgung und holte Silber in der Mannschaftsverfolgung. 1986 wurde er mit dem kolumbianischen Bahnvierer Zweiter in der Mannschaftsverfolgung. Er war viermaliger panamerikanischer Meister in der Einerverfolgung. 1981 gewann er mit dem Gran Caracol de Pista das bedeutendste internationale Bahnrennen in Südamerika. Bei den Panamerikanischen Meisterschaften 1984 siegte er im Punktefahren.